# Jihyo
Park Ji-hyo (em coreano: hangul: 박지효; hanja: 朴志效; romaniz.: Romanização revisada: Bak Ji-hyo; McCune-Reischauer: Pak Chihyo; nascida Park Ji-soo em Guri, Gyeonggi, Coreia do Sul, em 1 de fevereiro de 1997), conhecida profissionalmente apenas como Jihyo (em coreano: hangul: 지효; hanja: 志效; romaniz.: Romanização revisada: Ji-hyo; McCune-Reischauer: Chihyo), é uma cantora, compositora, dançarina e modelo sul-coreana. Ela é mais conhecida por ser integrante, líder e vocalista principal do grupo feminino de k-pop Twice.

## Início de vida
Jihyo nasceu em 1 de fevereiro de 1997 em Guri, província de Gyeonggi, Coreia do Sul. Seu nome de nascimento era Park Ji-soo. Sua irmã mais nova, Park Ji-young, conhecida profissionalmente como Lee Ha-eum, é atriz e modelo.

## Carreira

### Estreia e atividades solo
A JYP Entertainment recrutou Jihyo depois que ela participou de um concurso no Junior Naver e ficou em segundo lugar. Ela então se juntou à JYP Entertainment como trainee aos oito anos de idade e treinou por dez anos antes de sua estreia. Durante seus anos de trainee, Jihyo era conhecida como o rosto da linha adolescente de Innisfree com o grupo masculino Boyfriend. Ela treinou com muitos ídolos da JYP, incluindo Sunmi e Hyerim de Wonder Girls, Bae Suzy do Miss A, Jo Kwon e Nichkhun do 2PM. Jihyo foi definida para estrear em um grupo feminino junta com Nayeon, Jeongyeon e Sana, mas o projeto foi cancelado. Em vez disso, todas se juntaram ao reality show Sixteen, uma competição destinada a selecionar as integrantes fundadoras de Twice. Ela mudou legalmente seu nome para Jihyo antes da competição. Como uma das nove participantes de sucesso, ela passou a se juntar ao grupo feminino recém-formado Twice. Embora não seja a integrante mais velha do grupo, Jihyo foi mais tarde votada por suas companheiras de grupo como a líder em uma votação anônima. Em outubro de 2015, Twice estreou oficialmente com o lançamento de seu primeiro álbum EP, The Story Begins, com o single "Like Ooh-Ahh" sendo a primeira música de estreia de K-pop a atingir 100 milhões de visualizações no YouTube.

## Vida pessoal
Quando Jihyo era uma aluna da terceira série, ela participou de um concurso no Junior Naver para um papel infantil e ganhou o segundo lugar, sendo recrutada pela JYP Entertainment. Entrou oficialmente na empresa em 15 de julho de 2005 e foi trainee por mais de 10 anos. Ela mudou seu nome legalmente de Park Ji Soo (박지수) para Park Ji Hyo (박지효) antes do Sixteen.

### Namoro com Kang Daniel
Após vários rumores de que os dois estariam se vendo desde o início do ano(2019), foi confirmado o namoro. A KONNECT Entertainment e a JYP Entertainment, empresa responsável pelo TWICE, demoraram um pouco, mas confirmaram o namoro
A Dispatch, portal coreano conhecido por ser um dos maiores portais de notícias sobre idols, chegou a postar fotos em que o casal aparecia entrando no mesmo lugar, em carros diferentes.
Em 2020 Kang Daniel e Jihyo decidiram terminar seu relacionamento após 1 ano e 3 meses de namoro simplesmente por estarem muito ocupados, o que os impedia de se verem.
“Os dois idols têm seus objetivos claros. Como eles estavam focados em trabalhar seus álbuns, passaram a se encontrar cada vez menos. Parece que ambos acreditam que o trabalho é mais importante no momento”, disse uma fonte.

### Rumor de namoro com Yun Sungbin
De acordo com a cobertura do Sway do dia 24 de março de 2023, Jihyo e o atleta Yun Sungbin estão em um relacionamento há mais de um ano. Os dois, praticantes de esportes, se conheceram através de um amigo e naturalmente se tornaram namorados. Jihyo e Yun Sungbin moram a 5 minutos de distância e foram vistos em encontros, indo e voltando entre as casas um do outro parecendo um casal normal em um relacionamento natural.
Com isso nasceu o segundo casal interno de ‘I Live Alone’. Jihyo e Yun Sungbin aparecem regularmente no programa ‘I Live Alone’ da MBC. Sungbin foi adicionado como membro do Rainbow em junho do ano passado, e Jihyo foi adicionada como membro do Rainbow em agosto, e estão recebendo muito amor dos telespectadores.
Um funcionário da indústria do entretenimento que conhece bem os dois disse: "Jihyo e Yun Sungbin são entusiastas de exercícios. Yun Sungbin ensinou Jihyo a se exercitar junto dele e eles se tornaram amigos íntimos. Eles tinham muito em comum, então seu relacionamento rapidamente se transformou em um relacionamento romântico."
As empresas não confirmaram e nem negaram o rumor, e disseram que "É difícil confirmar este assunto porque é um assunto privado. Pedimos a sua compreensão."
Yun era atleta de skeleton e ganhou a medalha de ouro nos Jogos Olímpicos de Inverno de 2018. Desde 2022, ele se tornou apresentador após deixar o esporte. Ele é um dos competidores da primeira temporada do reality A Batalha dos 100, na Netflix.

## Discografia

### Álbuns
| Título | Detalhes | Vendas   | Melhor posição nas tabelas COR |
| ------ | --- | -------- | ------------------------------ |
| ZONE   | - Lançamento: 18 de agosto de 2023 - Língua: Coreano - Gravadora: JYP Entertainment - Formato: CD, download digital, streaming | +500,000 | 66                             |

### Colaborações
| Título                                                 | Ano  | Melhor posição nas tabelas COR | Álbum                                               |
| ------------------------------------------------------ | ---- | ------------------------------ | --------------------------------------------------- |
| "The Reason Why I'm Beautiful" (com Ben e Jung Eun-ji) | 2016 | 97                             | Popular Music Crush Pt. 1 from Inkigayo Music Crush |

### Créditos de composição
Todos os créditos das músicas são adaptados do banco de dados da Korea Music Copyright Association, a menos que indicado de outra forma.
| Ano  | Artista         | Canção                                  | Álbum                   | Letrista  | Letrista                                                             | Compositor | Compositor                                             |
| Ano  | Artista         | Canção                                  | Álbum                   | Creditada | Com                                                                  | Creditada  | Com                                                    |
| ---- | --------------- | --------------------------------------- | ----------------------- | --------- | -------------------------------------------------------------------- | ---------- | ------------------------------------------------------ |
| 2017 | Twice           | "Eyes Eyes Eyes"                        | Signal                  | Yes       | Chaeyoung                                                            | Não        | N/A                                                    |
| 2017 | Twice           | "24/7"                                  | Twicetagram             | Yes       | Nayeon                                                               | Não        | N/A                                                    |
| 2018 | Twice           | "Ho!"                                   | What Is Love?           | Yes       | —                                                                    | Não        | N/A                                                    |
| 2018 | Twice           | "Sunset"                                | Yes or Yes              | Yes       | Secret Weapon, Fast Lane, Desmond Linder Lisa Ann Mari, Marcus Maria | Não        | N/A                                                    |
| 2019 | Twice           | "Girls Like Us"                         | Fancy You               | Yes       | —                                                                    | Não        | N/A                                                    |
| 2019 | Twice           | "Get Loud"                              | Feel Special'           | Yes       | JQ                                                                   | Não        | N/A                                                    |
| 2019 | Twice           | "21:29"                                 | Feel Special'           | Yes       | Integrantes do Twice                                                 | Não        | N/A                                                    |
| 2020 | Twice           | "Up No More"                            | Eyes Wide Open          | Yes       | —                                                                    | Não        | N/A                                                    |
| 2021 | Twice           | "First Time"                            | Taste of Love           | Yes       | —                                                                    | Não        | N/A                                                    |
| 2021 | Twice           | "Real You"                              | Formula of Love: O+T=<3 | Yes       | —                                                                    | Não        | N/A                                                    |
| 2022 | Twice           | "Celebrate"                             | Celebrate               | Yes       | J. Y. Park,Integrantes do Twice, Co-sho                              | Não        | N/A                                                    |
| 2022 | Twice           | "Trouble"                               | Between 1&2             | Yes       | —                                                                    | Yes        | Chan S, Darm, earattack, Reinsten Justin Robert, Jjean |
| 2023 | Jihyo, 24kGoldn | "Talkin' About It"                      | Zone                    | Não       | N/A                                                                  | Yes        | 24kGoldn, earattack, Melanie Fontana, Lindgren, 공도   |
| 2023 | Jihyo           | "Closer"                                | Zone                    | Yes       | —                                                                    | Não        | N/A                                                    |
| 2023 | Jihyo           | "Whishing On You"                       | Zone                    | Yes       | Young                                                                | Não        | N/A                                                    |
| 2023 | Jihyo           | "Don't Wanna Go Back (Duet with Heize)" | Zone                    | Yes       | Heize                                                                | Yes        | Heize, earattack, Nikki Flores, 이우현                 |
| 2023 | Jihyo           | "Room"                                  | Zone                    | Yes       | —                                                                    | Yes        | earattack                                              |
| 2023 | Jihyo           | "Nightmare"                             | Zone                    | Yes       | —                                                                    | Yes        | earattack, 이우현                                      |